# Fornsaxiska

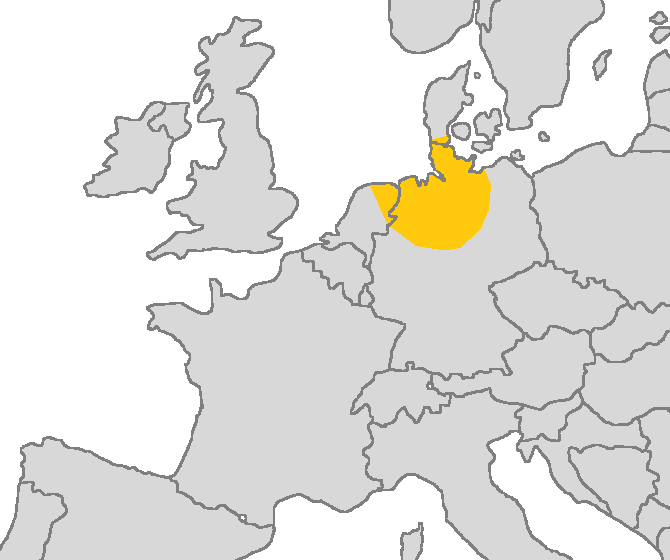
Området där Fornsaxiska talades är markerat med gult.

Fornsaxiska, även kallat fornlågtyska, är ett germanskt språk. Det är den äldsta formen av lågtyskan, och talades i Nordtyskland från de första århundradena efter Kristi födelse fram till 1100-talet av saxiska folkslag.
Under 400-talet invaderade och invandrade de germanska saxarna, tillsammans med besläktade folk som angler och jutar till de brittiska öarna, som till dess hade varit bebodda av kelter. Efter denna migration blev fornsaxiskan uppdelad i två grenar, fornengelska, även kallat anglosaxiska, som talades på de brittiska öarna, och lågtyska, som talades på kontinenten.

## Språkprov
Ur Heliand:
Thô ward fon Rûmuburg rîkes mannes
bar alla thesa irminthiod Octaviânas
ban endi bodskepi obar thea is brêdon giwald
cuman fon them kêsure cuningo gihuilicun,
hêmsitteandiun sô wîdo sô is heritogon
obar al that landskepi liudio giweldun.
Hiet man that alla thea elilendiun man iro ôdil sôhtin,
helidos iro handmahal angegen iro hêrron bodon,
quâmi te them cnôsla gihue, thanan he cunneas was,
giboran fon them burgiun. That gibod ward gilêstid
obar thesa wîdon werold.